# Крекінг-установка Шуртан
Крекінг-установка Шуртан – виробництво нафтохімічної промисловості в Узбекистані, розташоване в Кашкадар’їнській області в районі селища Шуртан. 
На основі розробки гігантського Шуртанського родовища виник газохімічний комплекс, важливою частиною якого є установка парового крекінгу (піролізу) вуглеводневої сировини. Контракт на її спорудження уклали в 1998 році з японськими Mitsui, Toyo Engineering Corporation та Nissho Iwai Corporation, а також шведсько-швейцарською Asea Brown Bovari Group (ABB). Остання на той час могла надати ліцензію на відповідні технології завдяки своєму володінню компанією Lummus.
Введена в експлуатацію у 2001 році установка має потужність по етилену в 140 тисяч тонн на рік. Вона споживає сировину, фракціоновану із багатого на етан природного газу, а випущена продукція спрямовується на установку полімеризації річною потужністю 125 тисяч тонн поліетилену.
В 2017 році з компанією CB&I, яка в 2007 році викупила у АВВ згадану вище Lummus, уклали контракт на постачання нових піролізних печей. Останні могли б переробляти газовий бензин (naphta) майбутнього заводу синтетичного пального Oltin Yo’l.